# Pruzsinszky József
Pruzsinszky József (Feldebrő, 1767. november 15. – ? , 1830 után) Sándor Lipót nádor magyar nyelvtanítója, a magyar jakobinus mozgalom résztvevője. E tevékenységéért 1795-ben halálra ítélték, de később megkegyelmeztek és három évre börtönbe zárták. Fogsága alatt hunyt el neje. Az 1820-as években Eötvös József házitanítója volt. Eötvös Ignác állítólag azért őt választotta fia mellé, hogy a börtönviselt ember elriassza őt a francia forradalmi gondolkodók eszméitől. Falk Miksa írja róla, hogy "Pruzsinszky igen alapos műveltségű férfi volt a XVIII-dik század látkörével, a ki Voltaire-t és Rousseau-t csodálta, de Göthét ki nem állhatta, ennek verseit badarságnak nevezte [...] Mindamellett Pruzsinszky derék és értelmes, bár rideg és nagyon prózai ember volt."